# Onbevlekte Ontvangenis van Mariakathedraal

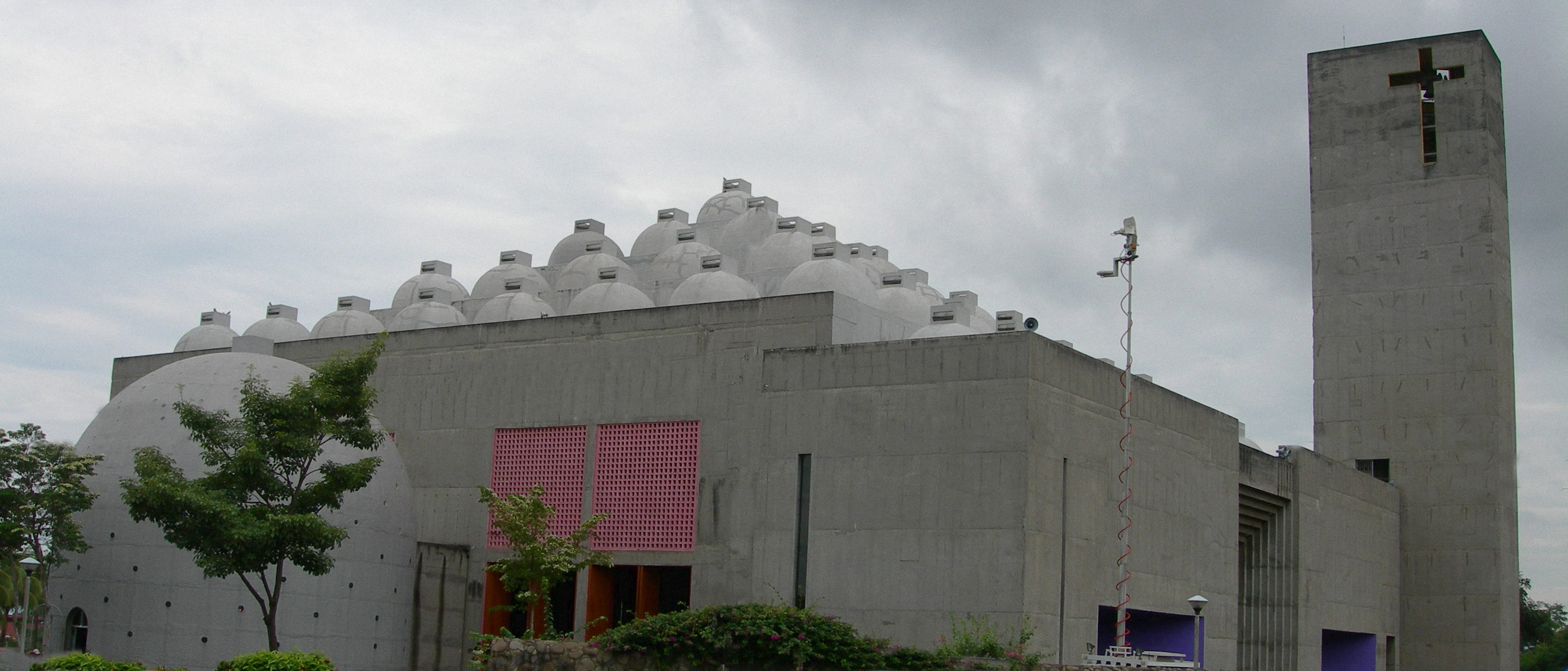
De Nieuwe Kathedraal van Managua

De Onbevlekte Ontvangenis van Mariakathedraal van Managua is sinds 1992 de kerk van de aartsbisschop van Managua. De officiële naam is Catedral Metropolitana Inmaculada Concepción de María. Maria de Onbevlekte Ontvangene is patrones van Nicaragua. 
Sinds de aardbeving van 1972 was de Oude Kathedraal (maar toch 20e-eeuws) van Managua niet meer bruikbaar. Er begon een moeilijke zoektocht naar fondsen voor de kathedraal maar ook voor de rest van het vernielde stadscentrum. Vermoedelijk kwamen Amerikaanse miljonairs tussen. De Mexicaan Ricardo Legorreta Vilchis werd de architect en koos voor een modernistisch concept. De kathedraal heeft geen versieringen en is gelegen bij het binnenrijden van de stad. Zij bestaat uit grote kubussen met een dak van grote koepels. De lichtinval is bijzonder uitgedacht in het interieur, wat het beton niet eentonig maakt. De kathedraal kent een grote blokken klokkentoren.